# Malayophone
Un malayophone est un locuteur de langue malaise et indonésienne (malais-indonésien). Le nombre de malayophones dans le monde est estimé à plus de 180 millions. L'Indonésie est le plus grand des pays malayophones,  de même la Malaisie et Singapour reconnaissent aussi le malais-indonésien comme langue officielle.
En Malaisie et Singapour, on utilise la norme malaisienne ou bahasa Malaysia et en Indonésie la norme indonésienne: bahasa Indonesia. Le nom malais pour désigner la réalité de la langue malaise unifiée est bahasa Melayu: langue des Malais.
On trouve également des Malayophones au Surinam, ancienne colonie néerlandaise (pays qui a colonisé l'Indonésie) et dans les deux anciennes métropoles coloniales : les Pays-Bas (pour les Indonésiens) et le Royaume-Uni (pour les Malaisiens).
On peut parfois élargir le nom de malayophone à tout locuteur de langue apparentée à la langue malaise elle-même: javanais, balinais,...